# Америчка Девичанска Острва на Олимпијским играма
Америчка Девичанска Острва су се као самостална учесница први пут појавила на Олимпијским играма 1968. године.
На Зимске олимпијске игре Америчка Девичанска Острва су први пут послала своје спортисте 1984. године и од онда редовно су учествовала на свим наредним одржаним Зимским олимпијским играма.
Представници Америчких Девичанских Острва су закључно са Летњим олимпијским играма одржаним 2012. године у Лондону су освојили једну медаљу, сребрну, на играма одржаним 1988. године у Сеулу.
Национални олимпијски комитет Америчких Девичанских Острва (The Virgin Islands Olympic Committee) је основан 1967. и исте године признат је од стране Међународног олимпијског комитета.

## Медаље

### Освајачи медаља на ЛОИ
| Бр. | Медаља | Име            | Игре       | Спорт   | Дисциплина |
| 1.  |        | Питер Холмберг | 1988. Сеул | Једрење | класа фин  |

### Учешће и освојене медаље на ЛОИ
| Учешће и освојене медаље Америчких Девичанских Острва на ЛОИ |                                                 |                                                 |                                                 |                                                 |                                                 |                                                 |                                                 |                                                 |                                                 |                                                 |
| ЛОИ                                                          | Носилац заставе                                 | Учешће                                          | Муш.                                            | Жене                                            | спорт.                                          | Злато                                           | Сребро                                          | Бронза                                          | Укупно                                          | Пласман                                         |
| 1968. Мексико Сити                                           | Лестон Спрове                                   | 6                                               | 6                                               | 0                                               | 3                                               | 0                                               | 0                                               | 0                                               | 0                                               | -                                               |
| 1972. Минхен                                                 | Вилијам Питс                                    | 16                                              | 16                                              | 0                                               | 4                                               | 0                                               | 0                                               | 0                                               | 0                                               | -                                               |
| 1976. Монтреал                                               | Иван Дејвид                                     | 21                                              | 19                                              | 2                                               | 6                                               | 0                                               | 0                                               | 0                                               | 0                                               | -                                               |
| 1980. Москва                                                 | Америчка Девичанска Острва су бојкотоваола игре | Америчка Девичанска Острва су бојкотоваола игре | Америчка Девичанска Острва су бојкотоваола игре | Америчка Девичанска Острва су бојкотоваола игре | Америчка Девичанска Острва су бојкотоваола игре | Америчка Девичанска Острва су бојкотоваола игре | Америчка Девичанска Острва су бојкотоваола игре | Америчка Девичанска Острва су бојкотоваола игре | Америчка Девичанска Острва су бојкотоваола игре | Америчка Девичанска Острва су бојкотоваола игре |
| 1984. Лос Анђелес                                            | Jodie Lawaetz                                   | 29                                              | 26                                              | 3                                               | 7                                               | 0                                               | 0                                               | 0                                               | 0                                               | -                                               |
| 1988. Сеул                                                   | Роберт Феллнер                                  | 22                                              | 19                                              | 3                                               | 6                                               | 0                                               | 1                                               | 0                                               | 1                                               | = 36                                            |
| 1992. Барселона                                              | Flora Hyacinth                                  | 25                                              | 20                                              | 5                                               | 7                                               | 0                                               | 0                                               | 0                                               | 0                                               | -                                               |
| 1996. Атланта                                                | Lisa Neuburger                                  | 12                                              | 6                                               | 6                                               | 5                                               | 0                                               | 0                                               | 0                                               | 0                                               | -                                               |
| 2000. Сиднеј                                                 | Ameerah Bello                                   | 9                                               | 6                                               | 3                                               | 5                                               | 0                                               | 0                                               | 0                                               | 0                                               | -                                               |
| 2004. Атина                                                  | Лаверн Џоунс-Ферет                              | 6                                               | 5                                               | 1                                               | 4                                               | 0                                               | 0                                               | 0                                               | 0                                               | -                                               |
| 2008. Пекинг                                                 | Џош Лабан                                       | 7                                               | 6                                               | 1                                               | 5                                               | 0                                               | 0                                               | 0                                               | 0                                               | -                                               |
| 2012. Лондон                                                 | Табари Хенри                                    | 7                                               | 4                                               | 3                                               | 3                                               | 0                                               | 0                                               | 0                                               | 0                                               | -                                               |
| 2016. Рио де Жанеиро                                         |                                                 |                                                 |                                                 |                                                 |                                                 |                                                 |                                                 |                                                 |                                                 |                                                 |
| 2020. Токио                                                  |                                                 |                                                 |                                                 |                                                 |                                                 |                                                 |                                                 |                                                 |                                                 |                                                 |
| 2024. Париз                                                  |                                                 |                                                 |                                                 |                                                 |                                                 |                                                 |                                                 |                                                 |                                                 |                                                 |
| 2028. Лос Анђелес                                            | предстојећи догађај                             |                                                 |                                                 |                                                 |                                                 |                                                 |                                                 |                                                 |                                                 |                                                 |
| 2032. Бризбејн                                               | предстојећи догађај                             |                                                 |                                                 |                                                 |                                                 |                                                 |                                                 |                                                 |                                                 |                                                 |
| Укупно 11(12)                                                |                                                 | 160                                             | 133                                             | 27                                              |                                                 | 0                                               | 1                                               | 0                                               | 1                                               |                                                 |

### Преглед учешћа спортиста и освојених медаља Америчких Девичанских Острва по спортовима на ЛОИ
Стање после ЛОИ 2012.
| Спорт         | Период | Период   | Укупно | Мушки | Жене |   |   |   |   |
| Спорт         | Прво   | Последње | Укупно | Мушки | Жене |   |   |   |   |
| ------------- | ------ | -------- | ------ | ----- | ---- | - | - | - | - |
| Атлетика      | 1968   | 2012     | 29     | 19    | 10   | 0 | 0 | 0 | 0 |
| Бициклизам    | 1988.  | 1992     | 2      | 1     | 1    | 0 | 0 | 0 | 0 |
| Бокс          | 1972.  | 2008     | 8      | 8     | 0    | 0 | 0 | 0 | 0 |
| Веслање       | 1996.  | 2012     | 7      | 5     | 2    | 0 | 0 | 0 | 0 |
| Дизање тегова | 1968.  | 1968     | 1      | 1     | 0    | 0 | 0 | 0 | 0 |
| Једрење       | 1968.  | 2012.    | 35     | 33    | 2    | 0 | 1 | 0 | 1 |
| Коњички спорт | 1984.  | 2000.    | 4      | 3     | 1    | 0 | 0 | 0 | 0 |
| Мачевање      | 1984.  | 1984     | 4      | 3     | 1    | 0 | 0 | 0 | 0 |
| Пливање       | 1976.  | 2012.    | 19     | 16    | 3    | 0 | 0 | 0 | 0 |
| Рвање         | 1976   | 1976     | 4      | 4     | 0    | 0 | 0 | 0 | 0 |
| Стрељаштво    | 1972   | 2008     | 15     | 15    | 0    | 0 | 0 | 0 | 0 |
| Укупно (10)   |        |          | 128    | 100   | 20   | 0 | 1 | 0 | 1 |

Разлика у горње две табеле од 32 учесника (25 мушкараца и 7 жена) настала је у овој табели јер је сваки спортиста без обриза колико је пута учествовао на играма и у колико разних дисциплина и спортова на истим играма рачунат само једном.

### Учешће и освојене медаље на ЗОИ
| Учешће и освојене медаље Америчких Девичанских Острва на ЗОИ |                                             |                                             |                                             |                                             |                                             |                                             |                                             |                                             |                                             |                                             |
| ЛОИ                                                          | Носилац заставе                             | Учешће                                      | Муш.                                        | Жене                                        | сопрт.                                      | Злато                                       | Сребро                                      | Бронза                                      | Укупно                                      | Пласман                                     |
| 1984. Сарајево                                               | Америчка Девичанска Острва нису учествовала | Америчка Девичанска Острва нису учествовала | Америчка Девичанска Острва нису учествовала | Америчка Девичанска Острва нису учествовала | Америчка Девичанска Острва нису учествовала | Америчка Девичанска Острва нису учествовала | Америчка Девичанска Острва нису учествовала | Америчка Девичанска Острва нису учествовала | Америчка Девичанска Острва нису учествовала | Америчка Девичанска Острва нису учествовала |
| 1988. Калгари                                                | Себа Џонсон                                 | 6                                           | 4                                           | 2                                           | 3                                           | 0                                           | 0                                           | 0                                           | 0                                           | -                                           |
| 1992. Албервил                                               | Anne Abernathy                              | 12                                          | 10                                          | 2                                           | 3                                           | 0                                           | 0                                           | 0                                           | 0                                           | -                                           |
| 1994. Лилехамер                                              | Кајл Хајкила                                | 8                                           | 7                                           | 1                                           | 2                                           | 0                                           | 0                                           | 0                                           | 0                                           | -                                           |
| 1998. Нагано                                                 | Пол Зар                                     | 7                                           | 6                                           | 1                                           | 2                                           | 0                                           | 0                                           | 0                                           | 0                                           | -                                           |
| 2002. Солт Лејк Сити                                         | Дајна Браун                                 | 8                                           | 6                                           | 2                                           | 2                                           | 0                                           | 0                                           | 0                                           | 0                                           | -                                           |
| 2006. Торино                                                 | Америчка Девичанска Острва нису учествовала | Америчка Девичанска Острва нису учествовала | Америчка Девичанска Острва нису учествовала | Америчка Девичанска Острва нису учествовала | Америчка Девичанска Острва нису учествовала | Америчка Девичанска Острва нису учествовала | Америчка Девичанска Острва нису учествовала | Америчка Девичанска Острва нису учествовала | Америчка Девичанска Острва нису учествовала | Америчка Девичанска Острва нису учествовала |
| 2010. Ванкувер                                               | Америчка Девичанска Острва нису учествовала | Америчка Девичанска Острва нису учествовала | Америчка Девичанска Острва нису учествовала | Америчка Девичанска Острва нису учествовала | Америчка Девичанска Острва нису учествовала | Америчка Девичанска Острва нису учествовала | Америчка Девичанска Острва нису учествовала | Америчка Девичанска Острва нису учествовала | Америчка Девичанска Острва нису учествовала | Америчка Девичанска Острва нису учествовала |
| 2014. Сочи                                                   | Џазмин Кембел                               | 1                                           | 0                                           | 1                                           | 1                                           | 0                                           | 0                                           | 0                                           | 0                                           | -                                           |
| 2018. Пјонгчанг                                              |                                             |                                             |                                             |                                             |                                             |                                             |                                             |                                             |                                             |                                             |
| 2022. Пекинг                                                 |                                             |                                             |                                             |                                             |                                             |                                             |                                             |                                             |                                             |                                             |
| 2026. Милано и Кортина                                       | предстојећи догађај                         |                                             |                                             |                                             |                                             |                                             |                                             |                                             |                                             |                                             |
| 2030. Француски Алпи                                         | предстојећи догађај                         |                                             |                                             |                                             |                                             |                                             |                                             |                                             |                                             |                                             |
| Укупно 6 (9)                                                 |                                             | 42                                          | 33                                          | 9                                           |                                             | 0                                           | 0                                           | 0                                           | 0                                           |                                             |

### Преглед учешћа спортиста и освојених медаља Америчких Девичанских Острва по спортовима на ЗОИ
После ЗОИ 2014.
| Спорт          | Период | Период   | Укупно | Мушки | Жене | Злато | Сребро | Бронза | Укупно |
| Спорт          | Прво   | Последње | Укупно | Мушки | Жене | Злато | Сребро | Бронза | Укупно |
| -------------- | ------ | -------- | ------ | ----- | ---- | ----- | ------ | ------ | ------ |
| Алпско скијање | 1988   | 2014.    | 3      | 1     | 2    | 0     | 0      | 0      | 0      |
| Боб            | 1988   | 2002.    | 20     | 20    | 0    | 0     | 0      | 0      | 0      |
| Санкање        | 1964   | 2010     | 3      | 1     | 2    | 0     | 0      | 0      | 0      |
| Укупно (3)     |        |          | 26     | 22    | 4    | 0     | 0      | 0      | 0      |

Разлика у горње две табеле за 16 учесника (11 мушкарца и 5 жена) настала је у овој табели јер је сваки спотиста без обриза колико је пута учествовао на играма и у колико разних спортова на истим играма рачунат само једном

### Укупно медаље на ОИ
После ЛОИ 2012.
| ОИ     |   |   |   |   |
| ------ | - | - | - | - |
| ЛОИ    | 0 | 1 | 0 | 1 |
| ЗОИ    | 0 | 0 | 0 | 0 |
| Укупно | 0 | 1 | 0 | 1 |

## Занимљивости
- Најмлађи учесник: Шели Крамер, 14 година и 271 дан Монтреал 1976. пливање
- Најстарији учесник: Брус Мередит, 63 године и 156 дана Сиднеј 2000. стрељаштво
- Највише учешћа: Џон Фостер, Sr., 6 учешћа (5 на ЛОИ 1972, 1976, 1984, 1988 и 1992. и 1 на ЗОИ 1988)
- Највише медаља: Питер Холмберг, једрење 1 сребро, 1988.
- Прва медаља: Питер Холмберг, једрење, сребро 1988.
- Прво злато:
- Најбољи пласман на ЛОИ: =36. 1988.
- Најбољи пласман на ЗОИ: -